# Stadtsparkasse Blomberg/Lippe
Die Stadtsparkasse Blomberg/Lippe (vormals: Blomberger Spar- und Leihe-Casse) war eine öffentlich-rechtliche Sparkasse im Kreis Lippe mit Sitz in Blomberg in Nordrhein-Westfalen. Am 1. April 2020 fusionierte die Sparkasse mit der Sparkasse Paderborn-Detmold. Aufnehmende Sparkasse wurde die Sparkasse Paderborn-Detmold.

## Organisation
Als Anstalt des öffentlichen Rechts unterlag die Sparkasse Blomberg dem Sparkassengesetz Nordrhein-Westfalen. Die zuständige Aufsichtsbehörde war die Bundesanstalt für Finanzdienstleistungsaufsicht (BaFin). Die Organe der Sparkasse waren der Verwaltungsrat und der Vorstand.

## Geschäftstätigkeit
Die Sparkasse führte ihre Geschäfte nach kaufmännischen Grundsätzen. Das satzungsgemäße Geschäftsgebiet der Stadtsparkasse Blomberg/Lippe war das Gebiet des Trägers (Stadt Blomberg), des Kreises Lippe, der Stadt Pyrmont und der Stadt Steinheim.

## Geschäftszahlen
Die Stadtsparkasse Blomberg/Lippe wies im Geschäftsjahr 2018 eine Bilanzsumme von 306,11 Mio. Euro aus und verfügte über Kundeneinlagen von 231,39 Mio. Euro. Gemäß der Sparkassenrangliste 2018 lag sie nach Bilanzsumme auf Rang 379. Sie unterhielt 5 Filialen/Selbstbedienungsstandorte und beschäftigt 63 Mitarbeiter.

## Geschichte
Die Anregung zur Gründung einer „Blomberger Spar- und Leihekasse“ kam bereits 1865 aus dem damals existierenden Volks- und Bürgerverein. Der Blomberger Magistrat war für diese Idee nicht leicht zu gewinnen und hegte Bedenken, ob die Sache auch durchführbar sei. 1870 dann, überzeugte offenbar der Stadtsyndikus mit gewichtiger Stimme den Magistrat mit der Zusage, „... das der Stadt Kosten keinerlei Art entstehen sollten ...“. Auch diesmal war wieder die Initiative vom Bürgerverein ausgegangen.
Der Blomberger Bürgerverein war ein Zusammenschluss von Blomberger Bürgern, der nach dem Ende der Zunftverfassung die Interessen der Handwerksmeister und Gewerbetreibenden gegenüber Rat und Verwaltung zum Ausdruck brachte und vertrat.
„Auszug“ aus dem Schreiben an die Hochfürstliche Regierung in Detmold:
„Die Nützlichkeit eines Spar- und Leiheinstitutes für die Stadt Blomberg kann nicht verkannt werden. Handwerk und Handel beginnen sich zu heben, nachdem sie von den früheren lästigen Fesseln befreit sind, namentlich hat die Stuhlfabrication und Stuhlhandel sowie die Coitingfabrication (Tuchherstellung) in den letzten Jahren einen bedeutenden Aufschwung genommen. Dabei ist es für die Fabrikanten von großer Wichtigkeit, wenn sie zur Anschaffung der Materialien hin und wieder gegen mäßigen Zinsfuß Vorschüsse erhalten können, wie auch andererseits, wenn sie die Gelder, welche sie für ihre Fabrikate erhalten und oft auf kürzere Zeit im Geschäfte zu entbehren vermögen, in der Zwischenzeit nicht nutzlos liegen lassen brauchen.“
Die „Hochfürstliche Regierung“ in Detmold genehmigte am 1. November 1870 die vom Blomberger Magistrat und den Stadtverordneten vorgelegten Statuten. Am 2. Januar 1871 konnte die damals genannte „Spar- und Leihe-Casse zu Blomberg“ erstmals ihre Schalter öffnen. Der Rendant Friedrich Krüger (Kassenführer) richtete sich zu Beginn ein sogenanntes Parteienzimmer im Rathaus der Stadt ein und erledigte von dort aus die Geschäfte.
Die Sparkasse entwickelte von Beginn an einen regen Geschäftsbetrieb. Auch die wohlhabenden Bürger trugen ihr Geld zur Kasse. So war die Sparkasse in den ersten Jahrzehnten ihrer Existenz beim größten Teil der Einlagen und der Darlehen wohl eher eine Kasse der Gewerbetreibenden und Kaufleute, also des gewerblichen Mittelstandes. Das erste Girokonto wird noch heute von der Firma Blomberger Holzindustrie B. Hausmann GmbH & Co KG (Nachfolgefirma) unterhalten. Erst im Laufe der weiteren Geschäftsjahre veränderte sich die Kundenstruktur so, dass die Leitung der Kasse im Jahr 1892 vermeldete, dass der Arbeiterstand nunmehr einen 2/3 Anteil an den Spareinlagen hält.
Was ihre Geschäftsräume angeht, nahm die Sparkasse ihren Weg vom Rathaus über Rendant Krügers eigens gekauftes Wohnhaus am Pideritplatz. 1939 zog die Sparkasse in ihr Geschäftshaus Marktplatz Nr. 6 um und 1973 in das auch heute noch genutzte Hauptstellengebäude Rosenstraße 5. Zwischenzeitlich wurden Zweigstellen in den benachbarten Dörfern gegründet.
Anfang der 1960er Jahre unternahm die Sparkasse einen Anlauf, den Geschäftsbereich auf die umliegenden Orte auszudehnen und strebte einen entsprechenden Zweckverband an. Diese Bemühungen wurden allerdings vom Detmolder Regierungspräsidenten mit Blick auf die sich anbahnende kommunale Gebietsreform gestoppt. Im Rahmen dieser Gebietsreform zu Beginn der 1970er Jahre wollte der Detmolder Regierungspräsident dann die Verbindung der Blomberger mit der Detmolder Sparkasse anordnen. Gegen diese Anordnung klagte die Blomberger Sparkasse (vertreten durch ihren Träger) mit Erfolg vor dem Oberverwaltungsgericht Münster und behielt damit ihre Selbständigkeit.
Ganz im Sinn ihres grundlegenden Merkmals der Gemeinwohlorientierung werden regelmäßig Teile der Jahresüberschüsse an den Träger ausgeschüttet bzw. zur weiteren Dotierung der 1996 gegründeten „Bürgermeister-Heinrich-Fritzemeier-Stiftung“ und der im Jahr 2005 initiierten „Bürgerstiftung Zukunft Blomberg“ verwendet.
Neben diesen finanziellen Beiträgen setzt die Sparkasse mit Aktionen, wie der „Helferwoche“, der „Kundenwerkstatt“ oder der „Gut. -Aktion“ immer wieder weitere, neue positive Zeichen für ihr gesellschaftliches Engagement.